# 费斯蒂纳兰特桥

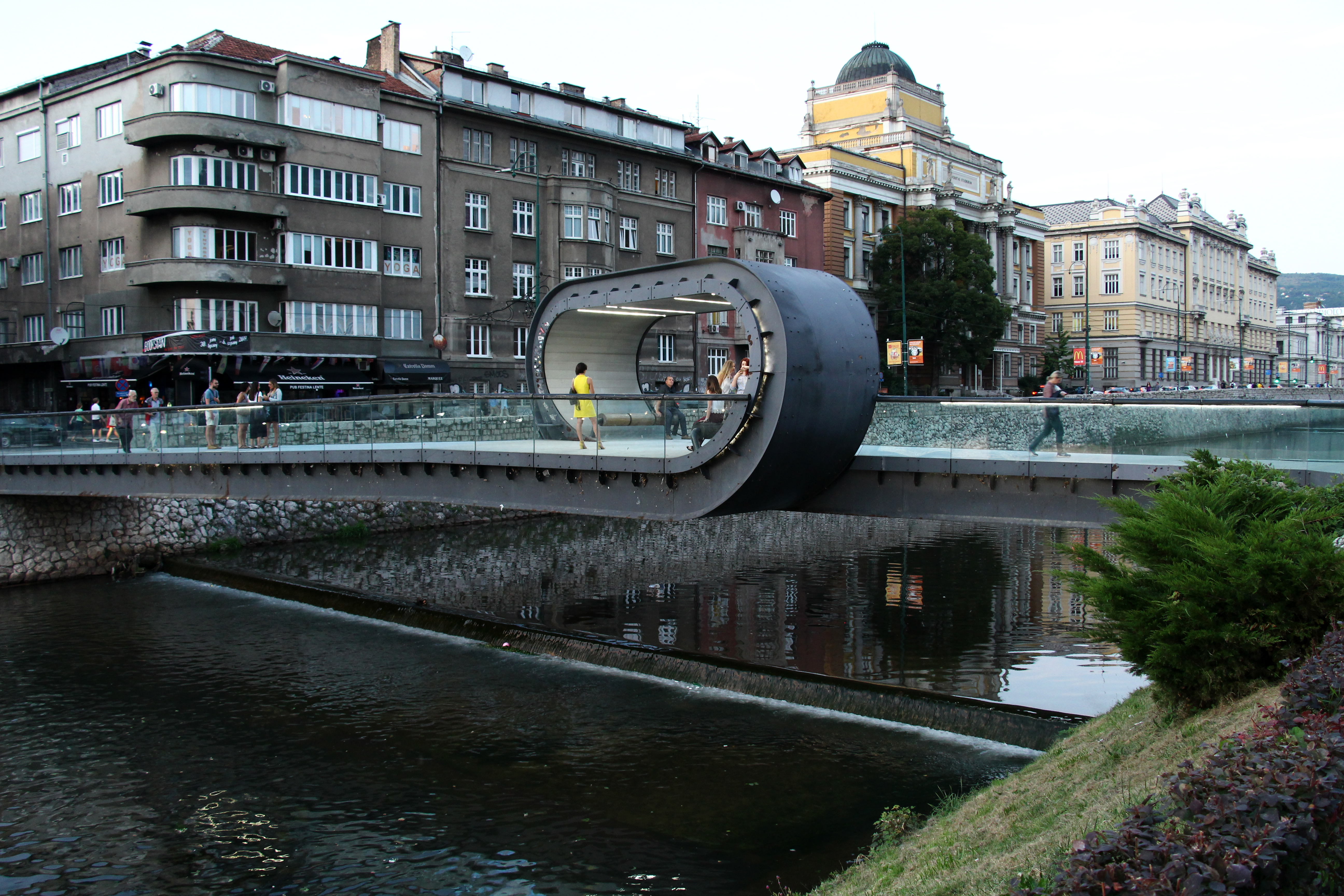
费斯蒂纳兰特桥

费斯蒂纳兰特桥（英語：Festina lente），是波斯尼亚首都萨拉热窝米利亚茨卡河上的一座桥梁，係由3名波斯尼亚的产品设计系学生设计。

## 含义
桥名“Festina Lente”為拉丁文，原意是“放慢速度”。三位设计者Adnan Alagic、Bojan Kanlic和Amila Hrustic形容其为“轻质的、灵巧的和可更改的”桥梁。

## 外形
这座桥梁位于萨拉热窝美术学院（Academy of Fine Arts）的外面，外形上有一个单一的卷曲，意图是让步行者有独特的体验，似乎是“准备进入到另外一个维度当中”。桥梁的主体是用钢材建造的，配以铝制装饰物和玻璃挡板，木质长凳为人们提供了休憩的场所。